# Free Bird
„Free Bird” lub „Freebird” – ballada rockowa napisana i wykonana przez amerykański zespół rockowy Lynyrd Skynyrd. Piosenka po raz pierwszy została wydana na debiutanckim albumie zespołu w 1973 roku i znalazła się na kolejnych albumach, w tym również w wersji bez wyciszenia użytego w oryginalnym nagraniu (zawartej na kompilacji Skynyrd’s Innyrds).
Utwór został wydany na singlu w listopadzie 1974 roku, początkowo zajął 87. miejsce listy przebojów Billboard Hot 100 23 listopada i stał się drugim przebojem zespołu z czołowej 40 list przebojów na początku 1975 r., osiągając 19. miejsce w dniu 25 stycznia. Wersja koncertowa piosenki ponownie znalazła się na listach przebojów pod koniec 1976 r., ostatecznie osiągając 38. miejsce w styczniu 1977 r.
„Free Bird” uzyskał 3. miejsce w zestawieniu magazynu Guitar World 100 Greatest Guitar Solos.
Piosenka uważana jest za znak rozpoznawczy Lynyrd Skynyrd i jest wykorzystywana jako finał podczas występów na żywo. Jest to najdłuższa piosenka zespołu, często trwająca ponad 14 minut podczas grania na koncertach.

## Geneza utworu
Według gitarzysty Gary’ego Rossingtona przez dwa lata po tym, jak Allen Collins napisał początkowe akordy, wokalista Ronnie Van Zant nalegał, że jest ich zbyt wiele, by stworzyć melodię w przekonaniu, że melodia musi się zmieniać wraz z akordami. Po tym, jak Collins zagrał nieużytą sekwencję akordów na próbie, Van Zant poprosił go o powtórzenie, a następnie napisał melodię i tekst w ciągu trzech lub czterech minut. Gitarowe partie solowe, które kończą utwór, zostały pierwotnie dodane, aby dać Van Zantowi szansę na odpoczynek, ponieważ zespół grał w tym czasie kilka koncertów dziennie w klubach. Wkrótce potem roadie zespołu, Billy Powell, który potrafił grać na fortepianie, napisał wprowadzenie do piosenki; członkowie grupy usłyszawszy to, co stworzył, umieścili to w utworze jako ostatni szlif i dołączyli Powella do zespołu jako klawiszowca.
Dziewczyna Allena Collinsa, Kathy, którą później poślubił, zapytała go: „Jeśli jutro odejdę, czy nadal byś o mnie pamiętał?”. Collins zanotował to pytanie i ostatecznie stało się ono początkiem tekstu „Free Bird”. Również w jednym z wywiadów nakręconych podczas wyprawy rybackiej na łodzi z Garym Rossingtonem, ankieter zapytał Ronniego Van Zanta, co znaczy ta piosenka. Van Zant odpowiedział, że w gruncie rzeczy ta piosenka jest „tym, co oznacza bycie wolnym, ponieważ ptak może latać gdziekolwiek chce”. Dalej stwierdził, że „każdy chce być wolny... o to właśnie chodzi w tym kraju”.
Piosenka została poświęcona pamięci Duane'a Allmana przez zespół podczas koncertów. Podczas występu w programie The Old Grey Whistle Test w 1975 roku, Van Zant zadedykował piosenkę Allmanowi i Berry’emu Oakleyowi, komentując: „oboje byli wolnymi ptakami”.

## Odbiór
„Free Bird” został zawarty na liście 500 utworów, które ukształtowały rock and roll w Rock and Roll Hall of Fame i na 193. miejscu listy 500 utworów wszech czasów magazynu Rolling Stone. W 2009 roku utwór został uznany przez VH1 za 26. najlepszą piosenkę hardrockową wszech czasów.

## Dziedzictwo
Członkowie publiczności na koncertach zaczęli krzyczeć „Free Bird!” lub „Play Free Bird!” jako prośbę o zagranie piosenki, niezależnie od wykonawcy lub granego stylu muzycznego. Podczas koncertu zespołu Nirvana MTV Unplugged in New York w 1993 r., krzyk „Free Bird!” doprowadził do zagrania niewyraźnej i krótkiej wersji „Sweet Home Alabama”. W 2016 roku uczestnik koncertu Boba Dylana w Berkeley w Kalifornii krzyknął „Free Bird”, prosząc o zagranie utworu, a Dylan i jego zespół niespodziewanie spełnili prośbę.
Zjawisko to pojawiło się wcześniej, w latach siedemdziesiątych wraz z utworami „Whipping Post” zespołu The Allman Brothers Band i „Smoke on the Water” Deep Purple, ale w 1979 roku ponownie stało się popularne, wraz z utworem „Free Bird”. Na pierwszym albumie koncertowym Lynyrd Skynyrd, One More from the Road z 1976 roku, można usłyszeć Van Zanta pytającego tłum: „Jaką piosenkę chcecie usłyszeć?”. Prośba o „Free Bird” doprowadziła do zagrania 14-minutowego wykonania piosenki. Na początku wykonania, wokalista kazał zespołowi „grać ładnie” (np. „Zagrajcie to ładnie dla Atlanty”). Kevin Matthews twierdził, że spopularyzował to jeszcze w latach 80. ze swojego programu radiowego w Chicago.
„Free Bird” jest także tradycyjnym utworem zamykającym amerykańskie zawody grania na gitarach powietrznych. Podczas grania utworu, zawodnicy, sędziowie i widzowie są zachęcani do wyjścia na scenę i wspólnego wykonania piosenki na gitarze powietrznej.

## Pozycje na listach przebojów i wyniki sprzedaży
Piosenka sprzedała się w liczbie 2111000 pobrań w erze cyfrowej.
Wersja studyjna
| Lista (1974–1975)      | Pozycja |
| ---------------------- | ------- |
| Canada RPM Top Singles | 58      |
| Billboard Hot 100      | 19      |

Wersja koncertowa
| Lista (1976–77)        | Pozycja |
| ---------------------- | ------- |
| Canada RPM Top Singles | 47      |
| Billboard Hot 100      | 38      |
| Cash Box Top 100       | 32      |

| Lista (1979–80)  | Pozycja |
| ---------------- | ------- |
| UK Singles Chart | 43      |

| Lista (1982)     | Pozycja |
| ---------------- | ------- |
| Top 100 Singles  | 13      |
| UK Singles Chart | 21      |

## Twórcy

### Lynyrd Skynyrd
Wersja studyjna (1973)
- Ronnie Van Zant – wokal
- Allen Collins – gitara prowadząca i akustyczna
- Gary Rossington – gitara rytmiczna i slajdowa
- Ed King – gitara basowa
- Billy Powell – fortepian
- Bob Burns – perkusja
- „Roosevelt Gook” (producent Al Kooper) – organy, melotron

### Dodatkowi muzycy (wersja koncertowa z 1976)
- Leon Wilkeson – gitara basowa
- Steve Gaines(inne języki) – gitary rytmiczne i główne

Dodanie Steve’a Gainesa do składu przywróciło Lynyrd Skynyrd do formuły, którą Ronnie Van Zant uważał za drogę do sukcesu grupy, dzięki posiadaniu w zespole trzech muzyków grających na gitarze prowadzącej. Końcowe solo „Free Bird” grane przez Collinsa zostało zmienione, tak aby obie gitary uzupełniały się i rzucały sobie nawzajem wyzwanie podczas wspólnej gry.

## Covery utworu
Amerykańska grupa dance-popowa Will to Power utworzyła medley tej piosenki i piosenki Petera Framptona z 1976 roku „Baby, I Love Your Way” w 1988 roku. Utwór „Baby, I Love Your Way / Freebird Medley” spędził tydzień na pierwszym miejscu listy Billboard Hot 100.
Grupa Molly Hatchet scoverowała piosenkę na swoim albumie koncertowym z 1985 roku Double Trouble Live. Cover został wydany jako singiel promocyjny.
Utwór został również nagrany przez Wynonnę Judd na jej tribute albumie Skynyrd Frynds z 1994 roku.
Piosenka została również scoverowana przez zespół Bronx Casket Co. na albumie Hellectric z 2005 roku w stylu gotyckim.
Amerykański zespół jamowy Phish wykonywał na żywo utwór w wersji a cappella, najczęściej w latach 1993–94 i 1998.